# Caldarrosti
 (mai 2008).
Si vous disposez d'ouvrages ou d'articles de référence ou si vous connaissez des sites web de qualité traitant du thème abordé ici, merci de compléter l'article en donnant les références utiles à sa vérifiabilité et en les liant à la section « Notes et références ».
Les Caldarrosti, (châtaignes grillée, en italien) était un groupe d’artistes français  qui s’est constitué en 1861 à Rome. Leur devise était : Toujours ardents.
La plupart d’entre eux, lauréats du célèbre Prix de Rome, étaient hébergés à la Villa Médicis,  rejoints à Rome par d'autres artistes cherchant à alimenter leur inspiration par l’exotisme des paysages et les scènes de vie locale.
C’est le cas de Léon Bonnat, Edmond Lebel et Jules Lefebvre (2e prix de Rome), tous élèves de l’atelier de Léon Cogniet, partis en 1861 de Paris, précisément le 26 décembre.
C’est ainsi qu’une véritable pléiade d’artistes a banqueté tous les ans à Paris à cette date, puis plus tard tous les mois.

## Liste non exhaustive des Caldarrosti
Peintres
- Léon Cogniet (1793-1880)
- Edmond Lebel (1834-1908)
- Jules Lefebvre (1834-1912)
- Léon Bonnat (1833-1922)
- Carolus-Duran (1837-1917)
- Joseph-Nicolas Robert-Fleury (1797-1890)
- Tony Robert-Fleury (1837-1912, fils du précédent)
- James Bertrand (1823-1887)
- Jean-Jacques Henner (1829-1905)
- Jean-Paul Laurens (1838-1921)
- Paul Émile Sautai (1842-1901)
- Louis Hector Leroux (1829-1900)
- Albert Giraud (1839-1920)
- Jacques-François-Camille Clère (1825-1919)

Architecte
- Constant Moyaux  (1835-1911)

Musiciens
- Théodore Dubois (1837-1924)
- Charles Lenepveu (1840-1916)

Sculpteurs
- Jean-Baptiste Carpeaux (1827-1875)
- Henri Chapu (1833-1891)
- Justin-Chrysostome Sanson (1833-1910)[1]

Un nombre important de documents est conservé (notamment par un des descendants d’un Caldarrosti) montrant les liens étroits d'amitié et d'entraide que ces artistes ont entretenu toute leur carrière : album de photos, photos dédicacées, correspondances, cartons d’invitations illustrés par les artistes, etc.